# جائزة موناكو الكبرى 1969
جائزة موناكو الكبرى 1969 هو سباق فورمولا 1 أقيم بتاريخ 18 مايو 1969 في حلبة موناكو، مونت كارلو. كان الثالث من أصل 11 في بطولة العالم لسباقات الفورمولا واحد موسم 1969. حلّ البريطاني غراهام هيل أولا بينما جاء البريطاني بيرز كاريج في المركز الثاني.